# Доно-Манычская операция (1920)
Доно-Манычская операция — наступление войск Кавказского фронта Красной армии против ВСЮР, проводившееся 17 января — 6 февраля 1920 года с целью занятия Северного Кавказа. Составная часть Северо-Кавказской операции (1920). Войска Красной армии лишь частично выполнили поставленную задачу, так как не смогли занять левый берег реки Маныч.

## Предыстория
Войска Юго-Восточного фронта в начале января 1920 года успешно провели наступательную Ростово-Новочеркасскую операцию. 7 января 1920 г. красные части взяли Новочеркасск, а на другой день был занят Ростов-на-Дону. Юго-Восточный фронт РККА был 16 января преобразован в Кавказский фронт с целью продолжения наступления в этом регионе.

## Расстановка сил
К моменту начала операции войска Кавказского фронта (командующий В. И. Шорин, с 24 января врид Ф. М. Афанасьев, с 4 февраля М. Н. Тухачевский, члены РВС — С. И. Гусев, В. А. Трифонов, И. Т. Смилга) заняли рубеж: устье реки Дон, Ростов-на-Дону, Мелиховская, Константиновская; войска 10-й и 11-й армии преследовали войска белых, отступавших за реку Маныч. Численность войск Кавказского фронта составляла 47,6 тысяч штыков, 22,7 тысяч сабель, 590 орудий, 2732 пулемёта; в главных силах (без 11-й армии) насчитывалось 29,1 тысяч штыков, 19,3 тысяч сабель, 447 орудий, 2029 пулемётов.
Расположение белых сил за Доном было следующим. Добровольческий корпус занял рубеж Азов — Батайск, упираясь своим флангом в сильно укрепленный Батайск. Три конных Донских корпуса находились в районе станицы Ольгинской. Южнее Батайска располагались в резерве три конных кубанских корпуса. Численность белых войск (Отдельный Добровольческий корпус, Донская и Кавказская армии) составляла 31, 9 тысяч штыков, 27,4 тысяч сабель, 451 орудие, 1185 пулемётов). По данным самих белогвардейцев, Добровольческий корпус  насчитывал около 3400 штыков и почти 3000 сабель, с поступившими пополнениями его численность достигла более 9000 бойцов, донцы располагали 4000 штыками и 8000 сабель.
Местность за Доном, которую занимали войска белых, представляла собой открытую низменную равнину, пересеченную болотами, озерами и ручьями, что усиливало положение белых и не мешало действиям их артиллерии. При этом в 1920 г. Дон замёрз только 15 января. По другим данным, лед на Дону был прочный, что позволило, например, 27 декабря бригаде Барбовича при отступлении не только перейти по льду, но и переправить всю свою артиллерию.  

## Планы сторон
Замысел командования красных войск заключался в том, чтобы не дать белым закрепиться на реках Дон и Маныч, с ходу форсировать их. Затем, заняв рубеж Ейск, Великокняжеская, озеро Лопуховатое, обеспечить условия для наступления на Тихорецкую.
Армиям Кавказского фронта РККА были поставлены следующие задачи: 1-й Конной армии (командующий С. М. Будённый) разгромить Добровольческий корпус и занять рубеж Ейск, Кущевская; 8-й армии (командующий Г. Я. Сокольников) нанести поражение 3-му Донскому корпусу и выйти на рубеж Кущевская, Мечетинская; 9-й армии (командующий А. К. Степин) разбить 1-й Донской корпус, занять рубеж Мечетинская, Великокняжеская, затем направить конный корпус Б. М. Думенко для взятия Тихорецкой; 10-й армии (командующий А. А. Павлов) разгромить 1-й Кубанский корпус и занять рубеж Великокняжеская, озеро Лопуховатое; 11-й армии (командующий М. И. Василенко) вести наступление правофланговой группой на Торговую, уступом за левым флангом 10-й армии.

## Ход операции
17-18 января 1-я Конная и 8-я армии пытались форсировать Дон, но не достигли успеха, сославшись на рано наступившую оттепель и недостаток переправочных средств. Лишь 19 января части 1-й конной армии сумели переправиться через реку и занять Ольгинскую, а войска 8-й армии — Сулин и Дарьевскую. Войска 9-й армии выдвинулись на рубеж Старочеркасская, Багаевская, а 10-й армии — на рубеж Холодный, Каргальская, Ремонтное. Командование белых для ликвидации прорыва красных войск на левый берег Дона перебросило в район Батайска конный корпус генерала С. М. Топоркова и кавалерийскую бригаду генерала И. Г. Барбовича, а к хутору Злодейский — 4-й Донской корпус генерала А. А. Павлова. 
20 января красная кавалерия атаковала от Ольгинской на Батайск, занятый корниловцами. Скрытно сосредоточившись, белая кавалерия внезапно обрушилась на противника. Атака мгновенно опрокинула красную лаву, налетела на плечах отступающих на не успевшие еще развернуться резервные порядки, разметала их, и вся эта масса перемешавшихся всадников, пулеметных тачанок и орудий неудержимо понеслась, коля и рубя, на восток, к плавням и переправам. 1-я Конная и 8-я армии вынуждены были отступить за Дон. Через день красноармейцы опять захватили Ольгинскую, но после встречного боя с белогвардейской кавалерией опять отступила за Дон. Трофеями белогвардейцев стали 22 орудия и 120 пулеметов.
Неудача наступления под Батайском привела к развитию конфликта между командующими Кавказского фронта В. И. Шорина и 1-й Конной армии С. М. Будённого. Командующий фронтом считал, что главная причина неудачи заключалась в неоправданной 12-дневной стоянке в районе Ростова без активных действий, что дало возможность войскам белых подготовить оборону, а также в введении в дело лишь части дивизий, переданных конной армии. Командование 1-й Конной армии считало причиной непригодную для действий конницы местность в виде сплошных болот и ограниченность пространства для развертывания конницы.
В эти же дни войска 9-й армии нанесли поражение 2-му корпусу белых и отбросили его за Маныч. 21-я стрелковая дивизия форсировала Маныч и 21 января заняла Манычскую, создав возможность для удара во фланг и тыл ударной группировки деникинских войск. Главком С. С. Каменев отдал приказ: командующему Кавказским фронтом перенести основные усилия в полосу 9-й армии, перебросив для этого 1-ю Конную армию в район Константиновская, Раздорская и нанести удар совместно с конным корпусом Думенко во фланг и тыл левофланговой группировки противника и разгромить её. 9-й и 10-й армии армии предписывалось развивать наступление в прежнем направлении.
28 января войска Кавказского фронта снова перешли в наступление. 1-я Конная армия достигла рубежа Манычская, Малозападенский; конный корпус Думенко вместе с 23-й стрелковой дивизией нанёс удар из района Спорного на Весёлый и, разбив части Сводной Донской дивизии 2-го Донского корпуса, заняли рубеж Ефремов, Позднеев, Проциков, Хомутец. Командование белых создало в районе Ефремов ударную группу, в которую вошли 7-й Донская дивизия 2-го Донского корпуса, 4-й Донской корпус и части 1-го Донского корпуса. Эти войска нанесли удар с трёх направлений по конному корпусу Думенко и 23-й стрелковой дивизии и вынудили их отступить за Маныч. 29 января войска этой же группировки нанесли удар по частям 1-й Конной армии, которые под натиском противника отошли на северный берег Маныча в район Федулов, Еликин, Кудинов.
Неудача конной армии 29 января снова вызвала разногласия между командованием фронта и РВС 1-й Конной армии. В. И. Шорин главную причину неудачи находил в том, что она после удачного боя 28 января потеряла полсуток, не начав преследование противника. Член РВС 1-й конной армии К. Е. Ворошилов считал причиной отсутствие объединенного руководства двумя конными группами: Думенко и Буденного. По его мнению, Думенко вырвался вперед, когда конная армия только готовилась к переправе через Маныч, поэтому противнику удалось по отдельности справиться с корпусом Думенко и с конной армией.
Попытки красных войск 31 января — 2 февраля вновь форсировать Маныч и прорвать оборону противника не достигли успеха, и по приказу главкома они 6 февраля перешли к обороне.

## Результаты
В ходе Доно-Манычской операции войска Красной армии лишь частично выполнили свои задачи и заняли рубежи для проведения Тихорецкой операции (1920). Причинами неудачи операции назывались следующие: войска действовали по разобщённым направлениям без концентрации сил и средств на направлении главного удара, главная ударная сила фронта — 1-я Конная армия использовалась в невыгодных для неё условиях заболоченной поймы Дона, войска были утомлены предыдущими боями и имели значительный недокомплект, пехота и конница недостаточно тесно взаимодействовали, командование белых умело использовало конницу для ликвидации прорыва красных войск. Белогвардейцы также "были утомлены предыдущими боями и имели значительный недокомплект", поэтому основной причиной остается одно - "командование белых умело использовало конницу для ликвидации прорыва красных войск".
Буденный стучал кулаком в кабинете Шорина и кричал - "Дайте  мне маневр, чего меня бросают в лоб!"
Неудачное развитие операции стало одной из причин смены командования фронтом: вместо В. И. Шорина командующим был назначен М. Н. Тухачевский.